# シルバーゲート銀行

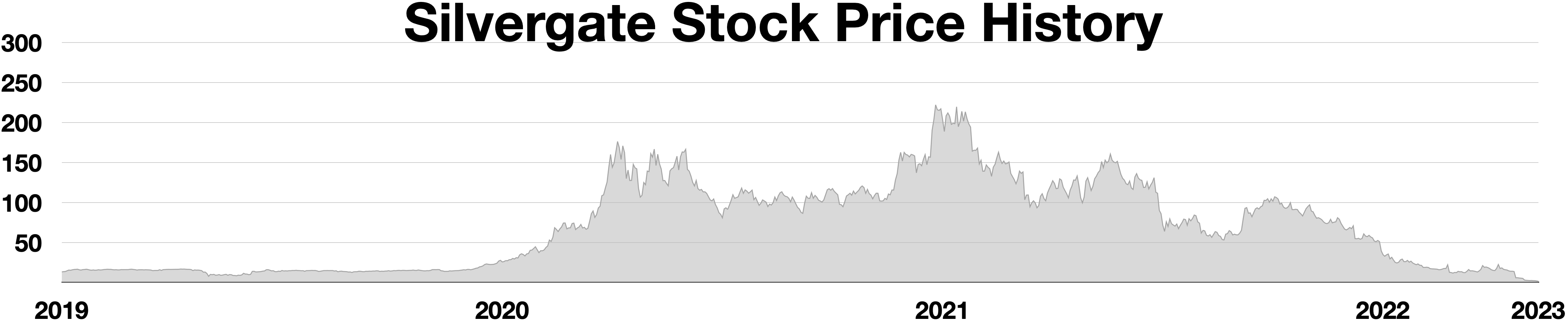
シルバーゲート銀行の株価推移

シルバーゲート銀行（シルバーゲートぎんこう、Silvergate Bank）は1988年に設立されたカリフォルニア州の銀行である。2016年に暗号通貨ユーザー向けのサービスを開始し、2019年にIPOを実施した。2022年11月、暗号通貨価格の下落やFTXの倒産を受け、シルバーゲート銀行の未来に懸念が出た。2023年3月、同行は経営破綻・清算計画を発表した。シルバーゲート銀行の経営破綻は、2023年のアメリカ合衆国における銀行破綻の始まりとなった。

## 創業と成長
シルバーゲート銀行はもともと、貯蓄貸付組合として設立された。1996年、デニス・フランクとデレク・J・アイルが資本金の増資をし、銀行となったが、当初はサンディエゴ地域で3支店ほどしかない、小さな銀行であった。2013年、アラン・レーン最高経営責任者（CEO）は個人的にビットコインに投資し、その後レーンは、2016年に暗号通貨ユーザーへのサービスを開始する案を出した。サービスは同年に開始され、その後同行は急成長を遂げ、2017年には資産19億ドル、取引先は250社に達した。同行は2019年11月に1株13ドルでIPOを実施し、当時の仮想通貨バブルの影響で2021年11月までに株価は1580％上昇し1株219ドルとなった。

## Silvergate Exchange NetworkとDiemの買収
シルバーゲート銀行は「Silvergate Exchange Network（SEN）」と呼ばれるリアルタイム決済システムを運営し、暗号通貨取引所・機関・顧客が米ドルやユーロなどの不換紙幣を換算できるようになった。シルバーゲート銀行は、おそらくこの種の決済システムを開発した最初の銀行である。2022年第3四半期までに、すべての主要暗号通貨取引所と1,000を超える機関投資家を含む1,677の「Silvergate Exchange Network（SEN）」ユーザーからの預金量が120億ドルを超えた。
2021年、シルバーゲート銀行は米ドルと連動（ペッグ）している独自のステーブルコインをローンチする取り組みを発表し、取り組みのために2022年1月にMeta社のDiem技術を約2億ドルで買収した（シルバーゲート銀行は一時、銀行でMetaのDiem通貨の発行を行うことも考えていた）。しかし、2022年末になってもステーブルコインは発行されなかった。
この時点では、レーンがCEO、ベン・レイノルドが頭取を務め、アイルはCCOとして銀行を運営していた。

## 破綻
2022年の後半、暗号通貨の価格が下落し、多くの暗号通貨取引所やFTXなどが経営不振となっていたことを受けて、SENレバレッジによる預金の損失やエクスポージャーによるシルバーゲート銀行への影響について懸念が出た。一部の空売り筋は銀行が破綻するとの見通しを示した。結果、シルバーゲート銀行の株価は2021年11月の史上最高値と比べて89％下落し、2022年12月5日には1株25ドルに、預金量は98億ドルにまで落ち込んだ。シルバーゲート銀行は、「十分な預金があり、現在FTXの預金のみを保有し、融資を通じてFTXにエクスポージャーはない」と報告した。2022年12月、エリザベス・ウォーレン上院議員、ロジャー・マーシャル上院議員、ジョン・ケネディ上院議員は、FTXとの関係を説明するよう銀行に要請した。2022年12月までにシルバーゲートの預金量は38億ドルまで減少した。
2023年3月8日、シルバーゲート銀行は業務を停止し、清算することが発表された。2024年9月18日、シルバーゲート銀行は連邦倒産法第11章の適用を申請し、資産は1億ドルから5億ドル、負債は1000万ドルから5000万ドルとされた。